# Mary Wells Lawrence
Mary Wells Lawrence, nacida como Mary Georgene Berg, (Youngstown, 25 de mayo de 1928-Londres, 11 de mayo de 2024) fue una redactora y ejecutiva publicitaria estadounidense que destacó en la industria de la publicidad en una etapa en la que en el sector predominaban los hombres. Fue la creadora de la campaña de publicidad I Love New York, además de la fundadora y presidenta de Wells, Rich, Greene, una agencia de publicidad reconocida por su trabajo creativo. Lawrence fue la primera mujer CEO de una compañía cotizada en la Bolsa de Nueva York y en recibir el León de San Marcos otorgado por el Festival Internacional de la Creatividad Cannes Lions.

## Biografía
A fines de la década de 1940, Lawrence estudió durante dos años en la Universidad Carnegie Mellon de Pittsburgh, Pensilvania, donde conoció al estudiante de diseño industrial Burt Wells con quien se casó en 1949. Durante su etapa en la Universidad Carnegie Mellon, Lawrence se convirtió en miembro de la hermandad estudiantil femenina Kappa Alpha Theta. Comenzó su carrera publicitaria en Ohio en 1951, como redactora de los grandes almacenes McKelvey. Después se mudó a Nueva York, donde estudió teatro y arte dramático.
Lawrence tuvo dos hijas con Bert Wells, Pamela y Kathy, con el que se casó dos veces. Se divorció de Bert por segunda vez en 1965 y dos años después se casó con el expresidente de Braniff International Airways, Harding Lawrence. En 1980, Lawrence superó un cáncer de útero y cuatro años después un cáncer de pecho. En la era de Mad Men, en la que los hombres primaban en la industria publicitaria, Lawrence jugó un papel clave para impulsar la carrera de otras mujeres en el sector. Además, Lawrence resaltó que nunca había aplicado un sesgo de género a la hora de configurar los equipos de sus agencias.
Fue seleccionada por el vicepresidente de los Estados Unidos, Nelson Rockefeller como miembro de la Commission on Critical Choices for Americans y también fue elegida por el presidente de los Estados Unidos, Gerald Ford, como representante en una Cumbre Económica en Washington D. C., además de invitarla a ser miembro del President's Council on Inflation.
En 1990, Lawrence se retiró tras casi 40 años de carrera en la industria publicitaria, cuando vendió su agencia Wells Rich Green por 160 millones de dólares al grupo francés BDDP. En 2002 publicó su autobiografía A Big Life in Advertising, en la que reflejaba que sus socios James Edwin Doyle, Maxwell Dane y William Bernbach habían influido en su carrera.

## Trayectoria
En 1952 se convirtió en gerente de publicidad de moda de la cadena Macy's. En 1953, Lawrence se unió como redactora a la agencia McCann Erickson, donde también fue directora de equipo de redactores creativos. Tras ello, pasó a formar parte del think tank de la agencia de publicidad Lennen & Newell. En 1957, se incorporó a Doyle Dane Bernbach (ahora DDB Worldwide), donde estuvo siete años, llegando a convertirse en jefa de redacción y vicepresidenta en 1963.

### Jack Tinker and Partners
En 1964, Lawrence comenzó a trabajar con Jack Tinker en su nueva empresa de publicidad, Jack Tinker and Partners, en la que sus miembros eran denominados Tinker's Thinkers («pensadores tinker»). Los «pensadores» creaban campañas publicitarias para otras agencias en Interpublic, un holding publicitario de los Estados Unidos. Lawrence creó en esta etapa la campaña publicitaria para la aerolínea estadounidense Braniff International Airways, "The End of the Plain Plane". La campaña fue reconocida como clave en la transformación de la compañía aérea y para llevarla a cabo, Lawrence contó con el diseñador de proyectos Alexander Girard, el artista estadounidense Alexander Calder para crear el diseño gráfico de los aviones y al diseñador de moda Emilio Pucci para crear los nuevos uniformes de los asistentes de vuelo y la tripulación de la aerolínea.

### Wells Rich Greene
Tras el éxito de la campaña de Braniff, Lawrence fundó en Nueva York la agencia de publicidad Wells Rich Greene el 5 de abril de 1966, convirtiéndose en presidenta de la compañía. Wells Rich Greene cotizó en el Big Board de la Bolsa de Nueva York, lo que la convirtió en la primera mujer CEO de una compañía que cotizaba en bolsa.
Su socio Richard Rich era el tesorero y Stewart Greene su secretario, habiendo sido ambos colegas de Lawrence durante su etapa en Jack Tinker and Partners. En solo un año, la agencia de Lawrence ya contaba con una plantilla de cien empleados. Su facturación pasó de 39 millones de dólares a 187 millones solo diez años después, en 1976. Entre los principales clientes de WRG estaban American Motors Corporation, Cadbury, Schweppes, IBM, MCI Communications, Pan American World Airways, Trans World Airlines, Procter & Gamble, Nestlé Purina, RC Cola y Sheraton Hotels and Resorts. Braniff siguió siendo cliente de Wells Rich Greene hasta 1968. 
Con su agencia creó en 1977 la campaña I Love New York, junto con el diseñador Milton Glaser, que buscaba recuperar la imagen de la ciudad de Nueva York, y que se convirtió en un icono imitado en todo el mundo.
Lawrence fue la creadora de la campaña de marketing de la marca británica de cigarrillos Benson and Hedges a finales de la década de 1960 que consiguió multiplicar por 14 las ventas de cigarrillos de la compañía, de mil millones de cigarrillos en 1966 a 14 mil millones en 1970.
Cuando Lawrence dejó su cargo de CEO en 1990, la agencia fue vendida a Boulet Dru Dupuy Petit, pasando a conocerse como Wells Rich Greene BDDP. Oficialmente, la agencia dejó de operar en 1998 y donó su archivo de anuncios impresos y televisivos al John W. Hartman Center for Sales, Advertising and Marketing History de la Universidad Duke. 

### Campañas destacadas
En esta lista se incluyen algunas de las campañas publicitarias de Wells Rich Greene:
- Plop plop, fizz fizz - Alka-Seltzer
- I Can't Believe I Ate the Whole Thing (ganadora de un Clio Award en 1971) - Alka-Seltzer
- Try it, you'll like it - Alka-Seltzer
- I ♥ N Y
- Trust the Midas touch
- At Ford, Quality is Job 1
- Flick your Bic
- Raise your hand if you're Sure - Sure deodorant
- The “disadvantages” of a longer-than-King-size cigarette - Benson and Hedges 100's, cigarettes

## Mujeres en la web
Mary Wells Lawrence es una de las cinco fundadoras de wowOwow, ahora denominado Purewow, un sitio web creado, dirigido y escrito por mujeres y orientado a las mujeres, que se lanzó el 8 de marzo de 2008 con motivo del Día Internacional de la Mujer. Las otras fundadoras de Purewow fueron Joni Evans, Peggy Noonan, Liz Smith y Lesley Stahl, y contaron con el apoyo económico de otras mujeres, como la actriz Candice Bergen, Joan Juliet Buck, Joan Ganz Cooney, Joni Evans, Whoopi Goldberg, Judith Martin, Sheila Nevins, Peggy Noonan, Julia Reed, Liz Smith, Lesley Stahl, Marlo Thomas, Lily Tomlin, Jane Wagner. 

## Reconocimientos
En 1969, Lawrence era considerada la ejecutiva mejor pagada en publicidad. Ese mismo año, fue nombrada como una de las diez principales redactoras de la década de 1960 por la revista Advertising Age, cuando solo llevaba tres años trabajando en la industria publicitaria. También en 1969 Lawrence fue reconocida por el Who's Who of American Women como una de las 11 mujeres que habían realizado una contribución significativa para la sociedad. Además, fue incluida en el Copywriter's Hall of Fame, siendo la persona más joven en conseguirlo.
En 1971 fue nombrada mujer publicitaria del año por la American Advertising Federation. En 1999, fue incluida en el American Advertising Federation Hall of Fame, una institución que reconoce la trayectoria de los profesionales destacados en la industria publicitaria de Estados Unidos.
En 2020 fue la primera mujer en recibir el León de San Marcos, el premio más importante de la industria publicitaria a nivel mundial que reconoce la trayectoria en el sector otorgado por el Festival Internacional de la Creatividad de Cannes Lions.

## Publicaciones
- Mary Wells Lawrence. A Big Life in Advertising. Tapa dura: Alfred A. Knopf, 2002, ISBN 0-375-40912-2 Pasta blanda: Touchstone, 2003, ISBN 0-7432-4586-5

### Otras lecturas
- «Taking Off with Talk». TIME. 2 de junio de 1967. Archivado desde el original el 13 de abril de 2009. Consultado el 11 de junio de 2020.
- «Up, Up and Away with Mary Wells». TIME. 23 de agosto de 1968. Archivado desde el original el 29 de octubre de 2010. Consultado el 11 de junio de 2020.
- Noreen O'Leary interview with Mary Wells Lawrence (15 de abril de 2002). «Something About Mary». Adweek, on AllBusiness.com.
- Bruce Horovitz, Vancouver (2 de mayo de 2002). «Queen of advertising tells all». USA Today.
- Adam Begley (12 de mayo de 2002). «'Grey Flannel Gal' Tells All - Flying High on Madison Avenue». The New York Observer. Archivado desde el original el 7 de agosto de 2008. Consultado el 11 de junio de 2020.
- Tim McHale (14 de septiembre de 2005). «An Open Letter To Mary Wells Lawrence - A Sentimental Look Back». The Madison Avenue Journal. (Originally published in MediaPost May 29, 2002). Archivado desde el original el 10 de mayo de 2008. Consultado el 11 de junio de 2020.
- Todd Leopold (19 de junio de 2002). «When Mad. Ave. was the center of the universe». CNN book review.
- La dama que consiguió una era. Tesis estudiantil para el curso de otoño de 1996 en el Departamento de Publicidad de la Universidad de Texas en Austin College of Communication. Copyright 1996, Youngseon Kim. Tesis alojada en línea por el Centro de Publicidad Interactiva de la Universidad (ciAd).